# Conseil national du commerce extérieur
Le Conseil national du commerce extérieur (CNCE) a été créé en 1993.
Son rôle est d’émettre des recommandations et suggestions afin de participer au renforcement de la compétitivité des exportations marocaines (biens et services).

## Composition
Son conseil d'administration est composé de représentants du secteur public et du secteur privé.
Le secteur public est représenté par treize ministres (Affaires étrangères et la Coopération, Intérieur, Finances, Équipement et le Transport, Énergie, Mines, Eau et Environnement, Santé, Agriculture et la Pêche maritime, Emploi et Formation professionnelle, Industrie, Commerce et les Nouvelles Technologies de l'information, Commerce extérieur, Tourisme, Artisanat, Affaires générales et Gouvernance), par le gouverneur de Bank Al-Maghrib et par les directeurs de certains offices publics (groupe OCP, Office de commercialisation et de l’exportation, Office des changes, Compagnie marocaine de navigation, Agence nationale des ports, Office national des aéroports, Office national des chemins de fer). 
Le conseil comprend en outre les directeurs d’entités publiques (Administration des douanes et impôts indirects, Établissement autonome de contrôle et de coordination des exportations, Société marocaine d’assurance à l’exportation, Office des foires et expositions de Casablanca, Groupement professionnel des banques du Maroc, Maroc Export, Maison de l'artisan, Royal Air Maroc).
Le secteur privé est représenté par 20 membres désignés par le ministre du Commerce. Ils sont issus de la Confédération générale des entreprises du Maroc (CGEM), ses fédérations et l'ASMEX, la Fédération des chambres de commerce d'industrie et de services, la Fédération des chambres d'agriculture et la Fédération des chambres d'artisanat.

## Principales réalisations
Le CNCE a constitué un répertoire des importateurs et exportateurs, et réalise régulièrement des études. Parmi les sujets qui ont été traités figurent les études portant sur la réforme du cadre institutionnel de la promotion Maroc à l’étranger, la réforme du cadre incitatif à l’exportation, la valeur du dirham, la compétitivité du port de Casablanca, la simplification des procédures du commerce extérieur, la cohérence des accords de libre-échange, la préparation de la note de position du Maroc dans le cadre du volet services de l'ALE avec l'Union européenne, la cohérence des stratégies sectorielles.

## Situation actuelle
Le CNCE est confronté à un problème de gouvernance et se trouve en hibernation depuis la fin du mandat de Nezha Lahrichi. Un fonctionnaire représentant le ministère du commerce extérieur en assure la gestion quotidienne. Les instances de gouvernance ne se réunissent plus et aucune assemblée générale n'a été tenue depuis la fin du mandat du dernier Président.
Avec la baisse des cours des matières premières et la montée en charge des métiers mondiaux du Maroc, le déficit de la balance commerciale s'est fortement réduit en 2015 (baisse de 35 milliards de dirhams).  
Le taux de couverture des importations par les exportations ayant retrouvé son niveau de 2005 après une longue dégradation.
La nouvelle stratégie Plan national de développement des échanges commerciaux 2014-2016 entend promouvoir les exportations à travers trois leviers que sont l'amélioration de la promotion des exportations, la rationalisation des importations et la compensation industrielle.